# Dispoziție
Dispoziția este o stare sufletească, emotivă, conceptuală sau mixtă, care definește un individ la un moment dat.
Dispoziția este fie o orientare accentuată și presantă spre acțiune, fie o lipsă de dorință sau chiar de posibilitate de a acționa într-un anume fel, pentru a rezolva o situație dată.
Dispoziția înțeleasă ca potențial implicant sau operant caracterizează atât starea afectivă momentană a subiectului cât și starea sa intelectivă, posibillitatea de a primi, analiza, evalua și răspunde corect la informațiile pe care le primește. 
Spre deosebire de sistemele informaționale create de om, care își desfășoară procesele algoritmice conform instrucțiunilor de procedură și intră în funcțiune la comenzile de declanșare a acțiunii procesante, omul este un biosistem complex care depinde de foarte multe variabile externe și interne pentru a acționa specific, a răspunde corect și rapid la un stimul fenomenal, social sau personal.
Dispoziția caracterizează tocmai complexitatea operantă și afectivă a subiectului, condiționarea sa de foarte mulți factori endogeni sau exogeni, mai mult sau mai puțin previzibili și controlabili intențional.
De regulă o proastă dispoziție manifestată de un om obișnuit, fără responsabilități sociale deosebite, sau necuplat cu o situație foarte importantă și presantă, nu are efecte negative decât asupra sa și eventual asupra celor din jurul său, dar o indispoziție explicitată ca incapacitate de acțiune-decizie, ca scădere a potențialului sau randamentului în acțiune, poate avea efecte grave dacă apare la o 'personalitate', la un factor de decizie social important, dacă caracterizează un individ apreciat de societate, un om politic, sau om  de cultură, implicat într-o acțiune semnficativă, politică, științifică, artistică sau sportivă, care îi poate spori sau diminua prestigiul, după felul cum o desfășoară și finalizează.
Dispoziția este o caracteristică comportamentală momentană a fiecărui om, ea poate fi mai bună sau mai rea, adică poate elibera resurse fizice și spirituale deosebite sau le poate inhiba și pe cele obișnuite, în funcție de istoria emotivă sau mentală operantă a subiectului, condiționat de mulțimea succeselor sau eșecurilor care au marcat viața sa în trecutul imediat.
Se știe că o anume nereușită din trecut, o pierdere importantă sau alți factori perturbanți de echilibru personal, pot duce la incapacitatea individului de a răspunde rapid și coerent la anumite comenzi sociale sau de a se comporta conform așteptărilor semenilor cu care are legături strânse și permanente.
Dispoziția umană poate fi fluctuantă, dar cercetările de medicină și psihologie actuale au dezvăluit cauzele interne ale apariției unor indispoziții și au dezvoltat sisteme de antrenament fizic și psihic, care pot controla unele indispoziții în anumite limite. 
Spre exemplu omul politic, sportivul sau actorul poate avea trac, poate fi inhibat în momentul în care participă la o întâlnire internațională, la un spectacol sau concurs important, unde are adversari puternici, sau se confruntă cu un public ostil. Antrenamentele psihice permit celor care acționează în condiții de stres sistematic să își poată controla emoțiile și inhibițiile interne momentane, și să dea tot ce pot în situațiile în care alții așteaptă mult de la ei. 
Există și situații conflictuale care se pot solda cu procente mai mari sau mai mici de răniți sau pierderi de vieți omenești, în funcție de 'dispoziția implicantă' a combatanților, dar mai ales de starea sufletească a celui care îi conduce, care ia decizii în numele tuturor.
Pregătirea psihologică cum se numește antrenamentul care amplifică potențialul de acțiune al individului în situații periculoase sau imprevizibile și agresive, este un factor decisiv în controlul propriei dispoziții și în maximizarea randamentului acțiunii individuale sau colective.